# Betatropis formosana
Betatropis formosana är en insektsart som beskrevs av Matsumura 1914. Betatropis formosana ingår i släktet Betatropis och familjen vedstritar. Inga underarter finns listade i Catalogue of Life.